# Sigiswult
Flavius Sigisvultus (Sigiswult, Sigisvult, w literaturze anglosaskiej Sigisvult the Goth) - za panowania Walentyniana III rzymski komes (namiestnik) Afryki i generał pochodzenia gockiego. 
Młodość i początki kariery wojskowej Sigiswulta nie są znane. W źródłach pojawia się on dopiero w latach 20. V w. już jako oficer rzymski. W 428 roku przybył do Afryki wraz gockim kontyngentem wojsk, by walczyć ze złożonym z urzędu dotychczasowym namiestnikiem Afryki, zbuntowanym Bonifacjuszem. Z zamieszania, które to spowodowało, prawdopodobnie skorzystali Wandalowie, którzy w tym samym czasie przedostali się na ziemie afrykańskie z Hiszpanii. Wydarzenie to doprowadziło do zawarcia porozumienia pomiędzy Bonifacjuszem a Sigiswultem skierowanego przeciw Wandalom. 
Pierwsza połowa lat 30. nie przynosi żadnych konkretnych informacji na temat życia i działalności Sigiswulta. W 437 pełnił funkcję konsula wraz z Aecjuszem Flawiuszem. W latach 440-448  jako magister utriusque militiae (choć formalnie pozostawał pod rozkazami Aecjusza) dowodził obroną południowej Italii przed Wandalami, nie miał jednak możliwości wykazać się w walce ze względu na ostrożną politykę Gejzeryka, który ograniczył się wówczas jedynie do chwilowego zajęcia Sycylii. Dokładna data śmierci Sigiswulta nie jest znana.
Imię Sigiswult jest pochodzenia germańskiego, zapisywane też w formach Sigisvult, Segisvultus albo Sigisvuldus.